# Kuo Hsing-chun
Kuo Hsing-chun (en xinès: 郭婞淳; nascuda el 26 de novembre de 1993 a Yilan, Taiwan) és una aixecadora de peses taiwanesa. Ha representat a Taiwan en diversos esdeveniments i competències internacionals en la categoria 58 kg femenina, incloent els Jocs Olímpics de Londres 2012, els Jocs Olímpics de Rio de Janeiro 2016, on es va alçar amb la medalla de bronze i els Jocs Olímpics de Tòquio 2020, on va guanyar la medalla d'or. Actualment ostenta el rècord del món en la modalitat de dos temps, aconseguit el 21 de setembre de 2019 en el Campionat del Món celebrat a Pattaya, aixecant 140 kg. A més ha guanyat 7 medalles (5 d'or) en els Campionats del Món i 7 medalles (5 d'or) en els Campionats d'Àsia. Va assistir a l'Acadèmia Nacional d'Esports de Taitung.

## Trajectòria internacional
| Jocs Olímpics                | Jocs Olímpics               | Jocs Olímpics | Jocs Olímpics |
| Any                          | Lloc                        | Medalla       | Categoria     |
| ---------------------------- | --------------------------- | ------------- | ------------- |
| 2012                         | Londres ( Regne Unit)       | 6a posició    | -58 Kg        |
| 2016                         | Rio de Janeiro ( Brasil)    | 3             | –58 kg        |
| 2020                         | Tòquio ( Japó)              | 1             | -59 Kg        |
| Campionat del món            |                             |               |               |
| Any                          | Lloc                        | Medalla       | Categoria     |
| 2011                         | París ( França)             | 10a posició   | -58 Kg        |
| 2013                         | Breslau ( Polònia)          | 1             | –58 kg        |
| 2014                         | Almati ( Kazakhstan)        | 5a posició    | -58 Kg        |
| 2015                         | Houston ( Estats Units)     | 3             | –58 kg        |
| 2017                         | Anaheim ( Estats Units)     | 1             | -58 Kg        |
| 2018                         | Aşgabat ( Turkmenistan)     | 1             | -59 Kg        |
| 2019                         | Pattaya ( Tailàndia)        | 1             | -59 Kg        |
| 2021                         | Taixkent ( Uzbekistan)      | 1             | -59 Kg        |
| 2022                         | Bogotà ( Colòmbia)          | 2             | -59 Kg        |
| 2023                         | Riad ( Aràbia Saudita)      | 4a posició    | -59 Kg        |
| Campionat Asiàtic            |                             |               |               |
| Any                          | Lloc                        | Medalla       | Categoria     |
| 2012                         | Pyeongtaek ( Corea del Sud) | 2             | –58 kg        |
| 2013                         | Astana ( Kazakhstan)        | 1             | –58 kg        |
| 2016                         | Taixkent ( Uzbekistan)      | 1             | –58 kg        |
| 2017                         | Aşgabat ( Turkmenistan)     | 1             | -58 Kg        |
| 2019                         | Ningbo ( Xina)              | 1             | -59 Kg        |
| 2020                         | Taixkent ( Uzbekistan)      | 1             | -59 Kg        |
| 2023                         | Jinju ( Corea del Sud)      | 3             | -59 Kg        |
| Jocs Olímpics de la Joventut |                             |               |               |
| Any                          | Lloc                        | Medalla       | Categoria     |
| 2010                         | Singapur ( Singapur)        | 2             | –53 kg        |
| Universiades                 |                             |               |               |
| Any                          | Lloc                        | Medalla       | Categoria     |
| 2013                         | Kazan ( Rússia)             | 1             | –58 kg        |